# Międzynarodowy Festiwal Teatrów Ulicznych w Jeleniej Górze
Międzynarodowy Festiwal Teatrów Ulicznych – festiwal teatrów ulicznych, którego pierwsza edycja odbyła się w 1982 roku w Jeleniej Górze, a także w bliższych i dalszych okolicznych miejscowościach Dolnego Śląska – taka międzymiastowa lokalizacja obowiązywała przez wiele lat. Powstał z inicjatywy Aliny Obidniak, ówczesnej dyrektor i kierownik artystycznej Teatru im. Cypriana Kamila Norwida oraz Piotra Szczeniowskiego. MFTU w Jeleniej Górze jest pierwszą tego typu imprezą w Polsce. Już w roku swojego powstania (1982) miał charakter międzynarodowy i od początku nosił tę samą nazwę.

## O festiwalu
Międzynarodowy Festiwal Teatrów Ulicznych gościł dziesiątki grup teatralnych z całej Europy, a także ze Stanów Zjednoczonych, Australii i Japonii. Odbywał się w Jeleniej Górze, a także w okolicznych dolnośląskich miejscowościach (Lwówek Śląski, Zgorzelec, Gryfów Śląski, Mirsk, Bolków, Lubawka i in.) i trwał przez dwa tygodnie. 

Zdaniem Aliny Obidniak teatr uliczny w Jeleniej Górze dokonał w polskim życiu kulturalnym prawdziwej rewolucji. W swoich pierwszych 7. edycjach festiwal stał się zjawiskiem kulturowym w skali kraju. W owych latach zespół Teatru im. Norwida stawiał sobie ambitne zadania – zmienić pejzaż kulturowy województwa... Bywały lata, gdy odbywało się 400 spektakli, zarówno zagranicznych, jak i polskich grup. Wiele przyjezdnych zespołów pokochało nasz festiwal, Jelenią Górę i Polskę.
Przyjeżdżali tu wielokrotnie, chcieli grać jak najwięcej, zauroczeni polską widownią, gorącą i spontaniczną. Rozstania były trudne i pożegnaniom nie było końca – mówiła Alina Obidniak. Baza w dzielnicy Kowar - Wojkowie była naszym miejscem integracji, wymiany doświadczeń. Nocnym rozmowom nie było końca, rodziły się przyjaźnie, chęć współdziałania i tworzenia wspólnych projektów. W Jeleniej Górze przygotowania do festiwalu trwały cały rok. Dziesiątki rozmów z miejscowymi urzędnikami, lokalnymi animatorami kultury, zakładami pracy, szkołami - relacjonowała Alina Obidniak. Problemy z wyżywieniem (wszystko było na kartki), z paliwem dla samochodów uczestników. A widownia liczyła wtedy kilka tysięcy osób. Mieszkańcy przychodzili całymi rodzinami. W czasie PRL-owskich kolejek w sklepach zostawiano siatki i torby, a cały tłum włączał się w działania uliczne. Szef krakowskiej imprezy Jerzy Zoń swój pierwszy spektakl uliczny Parada ponurych wystawił podczas jubileuszowego 5. festiwalu w Jeleniej Górze w 1986 r. To wówczas zafascynował się przestrzenią i pirotechniką. Sześć lat potem założył analogiczny festiwal w Krakowie. Latem 2007 r. na krakowskim festiwalu wystąpił także Teatr im. Norwida z plenerowym spektaklem o Don Kichocie w reż. Marka Pasiecznego ze świetną kreacją aktorską Piotra Konieczyńskiego, tytułowego błędnego rycerza, bohatera powieści Miguela de Cervantesa Saavedry.

Profesjonalną karierę rozpoczynały tutaj liczne krajowe offowe trupy (m.in. Przemysław Grządziela, od grudnia 1981 roku kierownik artystyczny, wielokrotnie goszczącego na festiwalu Teatru Pinezka; Klinika Lalek, czy Biały Klaun – od 2001 roku występujący pod nazwą „Teatr Nikoli”), które uczyły się rzemiosła od teatrów o światowej renomie: Odin Teatret z Danii, Compagnie Jo Bithume, Plasticiens Volants i Collectif Organum z Francji czy legendarny The Living Theatre ze Stanów Zjednoczonych. 
Występowały tu także polskie grupy teatralne o znaczącym dorobku artystycznym – takie jak: Teatr Snów z Gdańska, Teatr Ósmego Dnia z Poznania, Akademia Ruchu z Warszawy, Teatr KTO z Krakowa i wiele innych.

Jeżeli chcemy zadbać o rangę tego festiwalu - tym więcej potrzeba nań pieniędzy. Ale to są koszty, które się zwracają, bo każde wydarzenie kulturalne, przygotowane na dobrym poziomie, może być doskonałą promocją miasta. Tak powstała legenda Awinionu czy Bayreuth, żeby nie wspomnieć o Edynburgu. Większość znanych festiwali odbywa się właśnie w niedużych miastach, które stały się znane i słynne dzięki wydarzeniom kulturalnym. Dwadzieścia kilka lat temu, kiedy nasz festiwal stawał się już znany, ludzie brali urlopy w jego terminie, żeby móc tu przyjechać, bo mieli okazję zobaczenia znakomitości teatralnych. Jelenia Góra była pierwszym miastem w Polsce, które zorganizowało na tak dużą skalę festiwal ulicznych teatrów. Wszyscy pukali się wówczas w głowę, co też Alina Obidniak i Piotr Szczeniowski wymyślili. To było coś absolutnie nowego w tej szarzyźnie. To było swoiste antidotum na tamte czasy – pokazać kolorowych artystów z całej Europy w najmniejszych miejscowościach regionu. Ten pierwszy Festiwal trwał trzy tygodnie i wzięło w nim udział 31 zespołów i artystów z Polski i z zagranicy. Na zakończenie festiwali odbywały się znakomite koncerty. Grali tu m.in. Tomasz Stańko, Krzysztof Ścierański, Janusz Grzywacz. Po koncertach aktorzy i publiczność bawili się na gigantycznym, barwnym karnawale. Gościliśmy grupy teatralne znane na całym świecie, m.in. Titanic, Liciedej, R.A.M.M., Generic Vapeur, Teatr Snów z Gdańska, poznański Teatr 8 Dnia czy krakowski teatr KTO. Trudno wymienić wszystkie... To było prawdziwe święto teatralne. Po nas była poznańska Malta, Kraków, a potem Jedlina-Zdrój oraz Görlitz.

W 2007 roku festiwal obchodził 25-lecie swojego istnienia, zaś Alina Obidniak otrzymała z tej okazji tytuł „Cesarzowej Teatrów Ulicznych”.
W ciągu czterech dziesięcioleci (2022) MFTU wielokrotnie zmieniał swoją formułę, choć nie zmieniły się ogólne zasady jego funkcjonowania. Jednak mimo to organizatorzy imprezy wzbogacają ją nowymi elementami, które stanowić mają jego urozmaicenie, jak np. Bieg Ludzi Teatru, czy Konkurs na Scenariusz Sztuki w Przestrzeni Miejskiej. 
Podejmowano także próby zmiany charakteru festiwalu na bardziej monotematyczny – tzn. prezentowano spektakle, których głównym elementem było chodzenie na szczudłach lub taniec. Próbowano także powrócić do pierwotnej formuły festiwalu, czyli organizowania spektakli teatralnych również w okolicznych miejscowościach regionu. 
Miało to miejsce w 2011 roku – odbył się wówczas „Festiwal Teatrów Wędrujących”, zaś występy teatrów ulicznych prezentowane były w Lwówku Śląskim, Wleniu, Gryfowie Śląskim i Lubaniu. Jednak ani pierwszy, ani drugi pomysł nie miał charakteru stałego. 
Ponadto przez wiele lat trwała współpraca organizatorów imprezy z miastem Görlitz. Od 2012 r. MFTU odbywa się wyłącznie w Jeleniej Górze, nadal wpisując się w kalendarz sztandarowych imprez kulturalnych miasta. Stanowi atrakcję wakacyjnego weekendu dla mieszkańców i turystów, odwiedzających Kotlinę Jeleniogórską.